# 李茂 (正統進士)
李茂（1406年—1460年），字岳楙，又字茂蕚，江西吉安府吉水縣人，民籍。明朝政治人物。進士出身。

## 生平
二歲喪父。宣德十年（1435年）乙卯科江西鄉試第三十二名。正統四年（1439年）己未科會試第六名，殿試登進士第三甲第三十五名。寻丁内艰，释服，擢大理寺评事，正統十四年（1449年）用廷议升寺丞。景泰初，以南京旧都诸司庶政多怠弛，特敕公按行，至则考核百司，审録狱情。寻上治兵安民、救时急务八事，多见采纳，赐诰阶奉政大夫。未几，进大理寺右少卿，六年（1455年）复奉敕録南京法司殊死已上狱，时南京大理寺缺人，遂命公掌寺事。天顺初，召还，进左少卿，进阶中宪大夫。天順四年（1460年）卒于官，年五十五。

## 家族
曾祖父李永吉。祖父李文泰。父亲李伯夔。母劉氏。慈侍下。